# Jouni Loponen
Jouni Loponen (* 1. Juli 1971 in Oulu) ist ein ehemaliger finnischer Eishockeyspieler, der in seiner aktiven Zeit von 1988 bis 2008 mehrfach nationale Meisterschaften mit seinen Mannschaften gewonnen hat.     

## Karriere
Jouni Loponen begann seine Karriere als Eishockeyspieler in seiner Heimatstadt in der Nachwuchsabteilung von Kärpät Oulu. Während seiner Zeit als Juniorenspieler bei Kärpät war er in der Saison 1988/89 zudem in acht Spielen für die Spokane Chiefs in der kanadischen Juniorenliga Western Hockey League aktiv. Von 1990 bis 1994 spielte der Verteidiger für die Profimannschaft von Kärpät in der I divisioona, der zweiten finnischen Spielklasse. Anschließend erhielt er einen Vertrag bei JYP Jyväskylä, für das er von 1994 bis 1996 in der SM-liiga auf dem Eis stand. Daraufhin verbrachte er zwei Spielzeiten beim HV71 in der schwedischen Elitserien, ehe er in seine finnische Heimat zurückkehrte, wo ihn TPS Turku verpflichtete. Mit TPS wurde er in den Spielzeiten 1998/99, 1999/2000 und 2000/01 drei Mal in Folge Finnischer Meister. Besonders beim letzten Titelgewinn 2001 konnte er überzeugen. Zunächst wurde er zum Spieler des Monats März gewählt und anschließend in das All-Star Team der SM-liiga. Darüber hinaus erhielt er die Pekka-Rautakallio-Trophäe als ligaweit bester Verteidiger und die Matti-Keinonen-Trophäe als Spieler mit der besten Plus/Minus-Bilanz. 
Von 2001 bis 2005 stand Loponen erneut beim HV71 in der Elitserien unter Vertrag. Mit seiner Mannschaft gewann er in der Saison 2003/04 den schwedischen Meistertitel. Nachdem er bei der Mannschaft aus Jönköping seinen Stammplatz verloren hatte, kehrte er zu seinem Heimatverein Kärpät Oulu zurück, der in der Zwischenzeit wieder erstklassig spielte. Mit Kärpät gewann er in der Saison 2006/07 zum insgesamt vierten Mal in seiner Laufbahn den finnischen Meistertitel. Zuletzt verbrachte er die Saison 2007/08 bei Herning Blue Fox in der AL-Bank Ligaen. Mit der Mannschaft wurde er auf Anhieb Dänischer Meister und beendete anschließend im Alter von 37 Jahren seine Karriere.

## Erfolge und Auszeichnungen
| - 1999 Finnischer Meister mit TPS Turku - 2000 Finnischer Meister mit TPS Turku - 2001 SM-liiga Spieler des Monats März - 2001 Finnischer Meister mit TPS Turku - 2001 SM-liiga All-Star Team | - 2001 Pekka-Rautakallio-Trophäe - 2001 Matti-Keinonen-Trophäe - 2004 Schwedischer Meister mit HV71 - 2007 Finnischer Meister mit Kärpät Oulu - 2008 Dänischer Meister mit Herning Blue Fox |